# Minyon

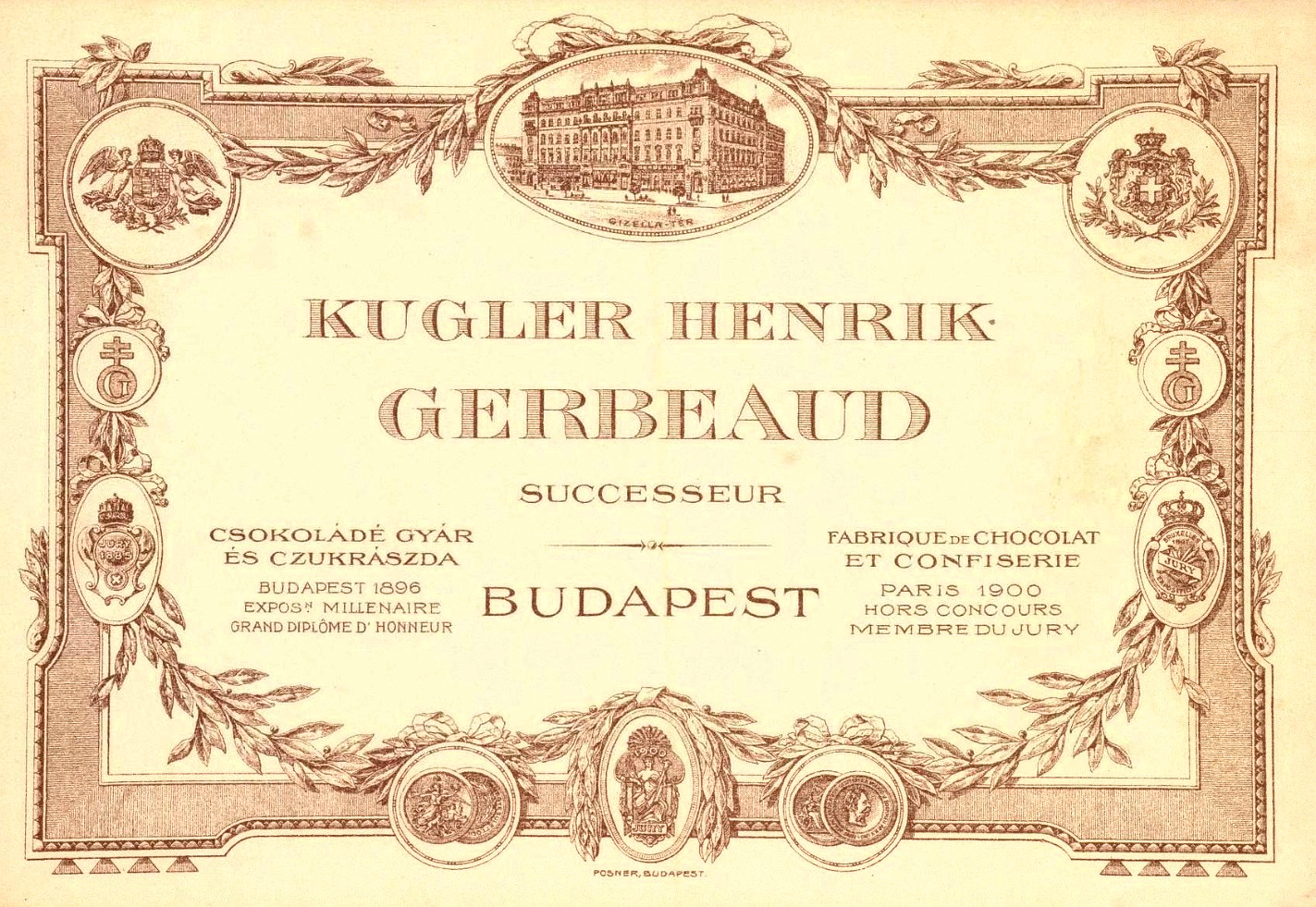
Kugler Henrik Csokoládé Gyár és Czukrászda, Budapest 1896

A minyon (a francia mignon, azaz kis kedvenc szóból) magyar süteményfajta, amelyet az 1870-es években Kugler Henrik honosított meg Budapesten. A neve még az 1920-as években is kugler volt, ezután terjedt el a franciás név. (József Attila Kedves Jocó! című versében is ezt az édességet említi: „öt forintér' kuglert venni”.) A Kugler-cukrászda tulajdonosa már jóval korábban a svájci származású cukrász, Gerbeaud Emil lett.
A minyon apró sütemény, ami rengeteg változatban készül: világos vagy kakaóval színezett, kettő vagy több réteg piskótatésztából és krémtöltelékkel. Formájának csak a cukrász fantáziája szab határt, de általában kocka vagy kupola alakú, tetején díszítéssel. Tölteléke, ízesítése a legkülönfélébb lehet, kívülről az ízesítésnek megfelelő színű cukormázzal van bevonva. Mérete apró, 2-3 falatnyi. Kicsi, fodros „minyonpapíron” árulják már évtizedek óta.
Talán leginkább közkedvelt megjelenési formája a rózsaszín cukormázas változat, amely csaknem kivétel nélkül puncstorta- vagy kókuszgolyó-alaptölteléket (az utóbbit azonban kókusz reszelék nélkül!) tartalmaz vastagon, csupán két tésztalap által keretezve. Az egyéb változatok többnyire több piskótaréteget tartalmaznak és vékonyabb réteg ízesített vajas krémet a piskótalapok között, aminek következtében azonos méret mellett a puncsos rózsaszín változathoz képest jóval kisebb súlya van a süteménynek. Ismert ízesítések pl.: citromos (sárga cukormázzal), kávés (barna cukormázzal).
Az 1960-as évek cukrászdáinak és eszpresszóinak állandó süteményeként akkoriban 1 forint volt a szokásos ára, a felnőttek leggyakrabban kávé mellé fogyasztották. Az utóbbi években a szokványos mérete jelentősen nőtt.